# Peromyscus guardia
Peromyscus guardia és una espècie de mamífer rosegador de la família dels cricètids. És endèmic de l'Isla Ángel de la Guarda (Mèxic), però en el passat també vivia a tres altres illes properes. El seu hàbitat natural són els matollars desèrtics. Està amenaçat per la competència amb espècies introduïdes de rosegadors i la depredació per gats domèstics o ferals. El seu nom específic, guardia, significa ‘de Guarda’ en llatí.